# Diritti LGBT in Sudan
Le persone LGBT nel Sudan sono perseguite legalmente nel paese. La pena di morte per omosessualità è stata abolita il 15 luglio 2020, con il nuovo governo stabilitosi nel 2019. Dal 15 luglio 2020 la pena massima per il reato di omosessualità, se non recidiva, è di 5 anni di reclusione; diventando 7 in caso di recidività e giungendo all'ergastolo in caso di terza recidività.

## Diritto penale
L'omosessualità è illegale all'interno del Sudan.

## Società tribale Nuba negli anni '30
Siegfried Frederick Nadel ha scritto sulle tribù Nuba alla fine degli anni '30.
Notò che tra gli Otoro esisteva uno speciale ruolo transvestitico in cui gli uomini si vestivano e vivevano da donne. L'omosessualità transvestitica esisteva anche tra le persone di Moru, Nyima e Tira, e produceva matrimoni nelle tribù di Korongo londo e Mesakin tubele per il prezzo della sposa di una capra.

Nelle tribù Korongo e Mesakin, Nadel riferì una comune riluttanza tra gli uomini ad abbandonare il piacere della vita da campo maschile:
 Entrambe le tribù sentono fortemente che il matrimonio e la vita sessuale sono ostili alla forza fisica. ...giovani sposati ... passeranno quattro o cinque notti con le loro mogli nel villaggio e poi torneranno per due settimane o mesi al campo di bestiame ... Vi diranno che a loro "non piace vivere nel villaggio" . Ho anche incontrato uomini di quaranta e cinquanta anni che passavano la maggior parte delle loro notti con i giovani nei campi di bestiame piuttosto che a casa nel villaggio. ... Dietro questa riluttante sottomissione alla vita coniugale e adulta in generale, dietro i sentimenti secondari di affetto della vita da campo e della compagnia maschile, scopriamo la paura primaria e abbastanza aperta del sesso come il distruttore della virilità. Non il sesso nell'effimero senso fisico - l'incontinenza adolescenziale di queste tribù lo preclude - ma il sesso in un vincolo permanente, spirituale (come l'amore) e sociale (come il matrimonio). Non sonderemo la profondità psicologica di questo antagonismo. Permettetemi di sottolineare solo due cose: in primo luogo, che si verifica in una società matriarcale, cioè in una società in cui i frutti della procreazione non sono quelli dell'uomo. E, in secondo luogo, che è accompagnato, non solo dalla forte enfasi sulla compagnia maschile, ma anche, nel dominio dell'anormale, dalla diffusa omosessualità e dal travestitismo.

## Atteggiamenti sociali
Le relazioni sessuali tra persone dello stesso sesso hanno diviso alcune comunità religiose. Nel 2006, Abraham Mayom Athiaan, un vescovo del Sud Sudan, guidò una scissione dalla Chiesa episcopale del Sudan per quello che considerava un fallimento da parte dei dirigenti della Chiesa a condannare l'omosessualità con sufficiente forza.

Il rapporto sui diritti umani del Dipartimento di Stato degli Stati Uniti del 2011 ha rilevato che:
La legge proibisce la sodomia ...; tuttavia, non ci sono state segnalazioni di leggi antisodomiche applicate. Non erano note organizzazioni lesbiche, gay, bisessuali o transgender (LGBT). Si è verificata una discriminazione ufficiale basata sull'orientamento sessuale e sull'identità di genere. La discriminazione della società contro le persone LGBT era diffusa. I vigilanti presero di mira presunti gay e lesbiche e ci furono manifestazioni pubbliche contro l'omosessualità.
La prima associazione LGBT del paese, Rainbow Sudan, è stata fondata il 9 febbraio 2012. Il suo fondatore, noto come Mohammed, disse:
Un mio caro amico mi ha dato l'idea di finanziare il Sudan Rainbow. Abbiamo iniziato a lavorare insieme per questo e anche ora mi aiuta molto in questo progetto. Ora abbiamo un paio di gruppi che lavorano online e offline. Formiamo una piccola rete di persone che lavorano in modo organizzato per far avanzare il più possibile le questioni LGBTQ, per mostrare chi siamo, per fermare la discriminazione, per vedere riconosciuti i nostri diritti. Forniamo educazione sessuale, supporto psicologico ed emotivo, protezione.

## Tabella riassuntiva
| Attività e relazioni sessuali legali                         | (fino all'ergastolo se il reato viene commesso per la terza volta) |
| Parità dell'età di consenso                                  | No                                                                 |
| Leggi anti-discriminazione sul lavoro                        | No                                                                 |
| Leggi anti-discriminazione nella fornitura di beni e servizi | No                                                                 |
| Leggi anti-discriminazione in tutti gli altri settori        | No                                                                 |
| Matrimonio egualitario                                       | No                                                                 |
| Unione civile                                                | No                                                                 |
| Adozione                                                     | No                                                                 |
| Autorizzazione a prestare servizio nelle forze armate        | No                                                                 |
| Diritto di cambiare legalmente sesso                         | No                                                                 |
| Accesso alla fecondazione in vitro per le coppie lesbiche    | No                                                                 |
| Surrogazione di maternità                                    | No                                                                 |
| Permessa la donazione di sangue per le persone omosessuali   | No                                                                 |